# Angioedema ereditario
L'angioedema ereditario (in inglese hereditary angioedema, HAE) è una rara malattia ereditaria, a trasmissione autosomica dominante caratterizzata dalla comparsa di gonfiori (edemi) della cute, delle mucose e degli organi interni, che tendono a ripetersi e che a volte possono essere fatali. 

Si stima che, in tutto il mondo, ne sia colpita una persona su 10 000 - 50 000, ma i casi non diagnosticati sarebbero molti di più.
Nella maggior parte dei casi, i sintomi compaiono nei primi due decenni di vita, colpendo approssimativamente con la stessa frequenza sia gli uomini sia le donne.

## Quadro clinico
Gli edemi cutanei si presentano spesso arrossati e dolenti, ma non sono pruriginosi e compaiono, nella maggior parte dei casi, sulla cute e sulle mucose del volto, delle estremità o dei genitali, potendo risultare molto deturpanti.
I gonfiori a carico del tratto gastrointestinale possono condurre a forti crampi e dolore.
Poiché l'HAE è una malattia molto rara, questi sintomi vengono spesso scambiati persino dal medico con quelli di una colica intestinale o di un'appendicite.
Particolarmente pericolosi possono risultare i gonfiori a carico delle vie aeree superiori (laringe, naso, lingua), che possono portare anche a morte per soffocamento nel caso il trattamento non sia tempestivo.
Una persona su tre colpita da questa patologia presenterà nel corso della vita almeno un attacco respiratorio.
Non è possibile predire dove e quando si manifesterà il prossimo edema.
La maggior parte dei pazienti vengono colpiti in media da un attacco di edema al mese, ma esistono anche casi in cui gli attacchi compaiono settimanalmente o solo una-due volte l'anno.
Le cause scatenanti possono essere diverse, ad esempio infezioni, piccole ferite, stimoli meccanici, interventi chirurgici o stress.
Nella maggior parte dei casi, l'edema si sviluppa in 12-36 ore, per scomparire poi spontaneamente entro 2-5 giorni.

## Cause
La causa della patologia è un difetto genetico, che comporta la sintesi della proteina C1 esterasi-inibitore (C1-INH) in quantità insufficiente (HAE di tipo 1) oppure non in grado di funzionare (HAE di tipo 2).
Il C1-INH è la principale proteina che regola l'attivazione dei mediatori della permeabilità vascolare, inclusa la bradichinina.
Il gene per il C1-INH (SERPING1) sembra essere altamente suscettibile a mutazioni.
Come risultato del difetto genico, i soggetti affetti da HAE producono una quantità insufficiente di C1-INH e/o un C1-INH non funzionale. Anche se il meccanismo esatto mediante il quale il deficit da C1-INH causa l'angioedema non è stato ancora chiarito, in larga misura esso deriva da una attivazione errata e non inibita del Sistema Chinina Callicreina (SCC).
Senza un adeguato C1-INH, l'attivazione non inibita del SCC durante un attacco di HAE porta a un'eccessiva produzione di chinine, soprattutto di bradichinina. La bradichinina è un potente, anche se non esclusivo, mediatore terminale della permeabilità vascolare durante un attacco di HAE.
Nel SCC, la precallicreina è convertita in callicreina da parte del FXIIa sulla superficie di contatto o da parte del FXIIf a livello del plasma, il C1-INH è il principale inibitore di FXIIa riducendo, quindi, l'attivazione di callicreina.
Poiché la callicreina è l'enzima che permette il rilascio della bradichinina dal chininogeno ad alto peso molecolare (HMWK), l'inibizione da parte del C1-INH previene la formazione di bradichinina a valle. Per cui nel caso di una carenza di C1-INH viene rilasciata una quantità di bradichinina sensibilmente maggiore di quella necessaria.
Anche le malattie autoimmunitarie possono condurre a una carenza di C1-INH. In questo caso non si parla di angioedema ereditario, ma di angioedema acquisito (acquired angioedema, AAE). Anche gli ACE-inibitori, impiegati per abbassare la pressione arteriosa, possono scatenare gravi attacchi di edema, poiché agiscono sul metabolismo della bradichinina. In alcuni casi, le cause della carenza di C1-INH non sono note (il cosiddetto angioedema idiopatico).
È stato recentemente descritto un nuovo tipo di Angioedema Ereditario (HAE di tipo 3), causato da mutazione del cromosoma 12 che codifica per il fattore della coagulazione XII. In questo caso la mutazione è X-linked dominante, e colpisce prevalentemente il sesso femminile. Nessuna mutazione per il C1-INH è osservata.

## Diagnosi
Spesso, la malattia rimane a lungo non diagnosticata, poiché i suoi sintomi assomigliano a quelli di malattie più frequenti, quali un'allergia o una colica intestinale. La mancanza di risposta dell'edema agli antistaminici o ai preparati cortisonici fornisce un importante segno che permette di distinguere la malattia dalle reazioni allergiche. La diagnosi di HAE è difficile, soprattutto nei pazienti in cui compaiono esclusivamente attacchi gastrointestinali. In questi casi, accanto alla dimostrazione della presenza di una storia familiare, solo un esame di laboratorio può mettere in evidenza con precisione la malattia. Nel 2008 è stato pubblicato l'International Consensus Algorithm for the Diagnosis, Therapy and Management of HAE, un documento che ha aggiornato l'algoritmo canadese del 2003 per la diagnosi di HAE. Gli esperti concordano che uno qualunque dei seguenti segni, sintomi o storia clinica possa indurre al sospetto di una diagnosi di HAE:
- Angioedema ricorrente, non puntato, non pruriginoso senza orticaria;
- Episodi ricorrenti di crampi e dolore addominale che mimano un addome acuto;
- Angioedema che non risponde in modo marcato ad antistaminici e/o corticosteroidi
- Angioedema che perdura più a lungo di 24 ore;
- Edema laringeo;
- Storia di sintomi simili in parenti o diagnosi di HAE in un membro della famiglia.

In caso di sospetto di HAE l'international Consensus Algorithm raccomanda uno screening di laboratorio con:
- C4 sierico;
- Proteina antigenica C1-INH

I livelli di C4 tendono a ridursi nel periodo tra gli attacchi in quasi tutti i soggetti affetti da HAE.
Se i livelli di C4 sono ridotti, la proteina C1-INH e la sua funzionalità possono contribuire a confermare la diagnosi di HAE.

## Forme di terapia

### Terapia acuta
Lo scopo della terapia acuta è quello di arrestare il più rapidamente possibile la formazione degli edemi, il che può essere di importanza vitale negli attacchi a carico della laringe. In Germania viene di solito utilizzato il concentrato di C1-INH, ottenuto da sangue di donatori sani, che deve essere somministrato per via endovenosa. Se necessario, si può utilizzare in alternativa il plasma fresco congelato, che contiene anche C-1-INH.
Berinert, commercializzato da CSL Behring è un concentrato di C1-INH plasma derivato umano pastorizzato, nel mondo è l'unica terapia con C1-INH che sia stata utilizzata per più di 400 000 trattamenti nell'arco di 30 anni. In letteratura sono presenti due studi clinici che ne attestano il grado di efficacia e sicurezza (IMPACT1 e IMPACT2) indipendentemente dalla gravità e dalla localizzazione del sito di attacco  (addominale, facciale e laringeo), sia in pazienti adulti sia pediatrici. Attualmente è approvato per il trattamento degli attacchi acuti di tipo I e II di HAE.
Berinert reintegra rapidamente il C1-INH mancante, agendo sulla causa principale dei sintomi di HAE.
Il 15 luglio 2008 l'EMEA ha autorizzato la commercializzazione di un nuovo farmaco denominato Firazyr con principio attivo icatibant. In base all'approvazione ricevuta dell'EMEA, il farmaco - il primo disponibile in tutta Europa - sarà disponibile in Germania e Gran Bretagna a partire dal terzo trimestre 2008 e successivamente nei 27 stati dell'Unione europea, in Norvegia, Irlanda e Liechtenstein. Firazyr sarà disponibile in siringhe pre-riempite e potrà essere tenuto a temperatura ambiente.

### Profilassi a lungo termine
I pazienti nei quali gli attacchi compaiono almeno una volta al mese o a rischio elevato di attacchi di edema laringeo, necessitano di una profilassi a lungo termine. A questo scopo, vengono spesso impiegati ormoni sessuali maschili (androgeni), che innalzano la produzione di C1-INH nel fegato attraverso un meccanismo ancora non chiarito. Il loro dosaggio deve essere il più basso possibile, a causa dei frequenti e sfavorevoli effetti collaterali. L'impiego degli androgeni è problematico soprattutto nei bambini e non vanno assunti in gravidanza. La frequente comparsa di tumori benigni del fegato, in seguito all'uso dell'androgeno danazolo, ha provocato in Germania il ritiro dal mercato della sostanza all'inizio del 2005.
In alternativa, vengono quindi utilizzati anche i cosiddetti inibitori della fibrinolisi, quali l'acido tranexamico, che però presentano un effetto relativamente debole e un potenziale di effetti collaterali preoccupante.
Nello studio clinico IMPACT1 Berinert alla dose di 20 U/kg di peso corporeo, ha dimostrato di poter fornire un miglioramento dei sintomi di lunga durata, con rischi minimi di rebound di angioedema, alleviando in modo continuo il dolore e il gonfiore. Non mostra effetti collaterali significativi e si propone come farmaco di scelta anche per la terapia a lungo termine di HAE sia per pazienti adulti sia pediatrici.

### Profilassi a breve termine
Di norma, la profilassi a breve termine viene impiegata prima di un intervento chirurgico o di un trattamento odontoiatrico. In Germania, viene impiegato a questo scopo il concentrato di C1-INH (Berinert), somministrato 60-90 minuti prima dell'intervento. Nei Paesi in cui il concentrato di C1 inibitore non è disponibile, o in quelli dove il concentrato è disponibile solo nei casi urgenti (edema laringeo), viene condotto per 5-7 giorni un trattamento con androgeni a dosi elevate.

### Nuovi sviluppi terapeutici
Attualmente, si trovano in fase di sviluppo clinico diversi nuovi principi attivi, i quali attaccano il processo patologico per vie differenti. Di questi nuovi principi attivi fa parte un inibitore ricombinante della callicreina o il C1-INH ricombinante. 
L'antagonista recettoriale della bradichinina icatibant agisce direttamente contro gli effetti mediati dalla bradichinina. Il principio attivo ha ricevuto l'approvazione alla commercializzazione in Europa da parte dell'EMEA il 15 luglio 2008. Il farmaco è disponibile in Italia dal luglio 2009 con il nome Firazyr, solo per l'uso ospedaliero (Classe H) al prezzo di 2524,70 euro per ogni siringa preriempita da 30 mg in 3 mL.